# Marion Ravenwood
Marion Ravenwood è un personaggio immaginario che appare per la prima volta nel film del 1981 I predatori dell'arca perduta.
Interpretata da Karen Allen, entra in scena quando Indiana Jones va a cercarla in Nepal, chiedendole aiuto. Indiana ha bisogno di un medaglione in suo possesso, originariamente appartenuto al padre, il professore ed archeologo Abner Ravenwood (il mentore di Indy), in grado di aiutarlo a localizzare l'Arca dell'Alleanza. Dopo 27 anni di assenza il personaggio ritorna in Indiana Jones e il regno del teschio di cristallo ancora una volta interpretato dalla Allen.
Marion aveva avuto una relazione con Indiana Jones nel 1926, finita bruscamente quando il padre di lei aveva scoperto la loro storia. È la più avventurosa e spigliata fra le partner femminili della saga, e mostra in più di un'occasione di saper tenere testa ad Indiana. Allenata nelle gare di resistenza all'alcol, parla il nepalese, ed è indipendente, coraggiosa e dotata di forza interiore; sposa Indiana Jones nel 1957.

## Biografia del personaggio
Il padre di Marion, Abner Ravenwood, era un insegnante di archeologia e mentore del giovane Indiana Jones, con il quale aveva condiviso molte avventure. Jones e Marion si erano innamorati durante queste avventure (il periodo in cui questo era accaduto non è mai stato specificato). Jones si era allontanato bruscamente dalla famiglia Ravenwood nel 1926. Il libro guida di Indiana Jones afferma che Marion è nata il 23 marzo 1909, stimando che avesse circa 16-17 anni quando la storia d'amore era finita; Jones ne avrebbe avuti circa 27-28. Ne I predatori dell'arca perduta Marion accusa Jones affermando: «Ero una bambina! Ero innamorata! È stata una grossa carognata!». Rotti i contatti con entrambi, Jones aveva fatto ritorno negli Stati Uniti, concentrandosi sulla sua carriera di professore di archeologia, mentre Marion e suo padre si erano trasferiti in Nepal, aprendo una taverna.
Ne I predatori dell'arca perduta, ambientato nel 1936, Marion rivede Jones quando egli va a chiederle un medaglione trovato da suo padre. Riluttante all'inizio, decide di collaborare quando il nazista Toht le chiede lo stesso oggetto. Nel combattimento che segue Jones, Toht ed i suoi uomini mandano la taverna a fuoco. Marion aiuta così Jones a salvare l'Arca dell'Alleanza dalle mani dei nazisti, riprendendo intanto la relazione con lui.
In seguito, mentre Jones continua a fare l'archeologo, Marion lavora come giornalista, prima di aprire un bar a New York chiamato The Raven's Nest. Dopo aver deciso di sposarsi, rimane incinta, all'insaputa di Indiana.
Jones interrompe la relazione una settimana prima delle nozze, non credendo che possa durare, a causa dei suoi continui viaggi. Marion sposa allora un aviatore di nome Colin Williams, presentatole da Indiana stesso.
Nel film Indiana Jones e il regno del teschio di cristallo (2008), ambientato nel 1957, i sovietici la catturano assieme ad Harold Oxley, un vecchio amico di Indiana, nel tentativo di trovare uno dei teschi di cristallo. Marion manda suo figlio, Mutt, a cercare Indiana e, in seguito, gli rivela che Mutt è suo figlio. Alla fine, Marion e Jones finalmente si sposano.
Marion riappare brevemente nel quinto film, Indiana Jones e il quadrante del destino, ambientato nel 1969, dove si apprende che Marion e Indiana hanno deciso di divorziare perché, dopo la morte di Mutt in Vietnam, Jones, non sapendo come consolare la moglie, si è concentrato sul lavoro, trascurandola. Tuttavia i due alla fine si riconciliano.

## Caratterizzazione

### Personalità
Marion sfoggia un atteggiamento di cinismo incallito ma, anche se non le piace ammetterlo, ha un lato tenero ed era rimasta profondamente ferita quando Indiana l'aveva abbandonata dieci anni prima. Altrettanto a suo agio in un bar, in una sala da ballo o in una rissa, Marion mostra una costante adattabilità all'ambiente circostante, ed è una delle poche donne della serie che può agire come partner alla pari con Indiana Jones. Forte di carattere e brava ad improvvisare, Marion è in grado di tenere testa agli uomini nelle gare di bevute e possiede un gancio destro efficace. Belloq la trova attraente, ma lei ha anche l'intelligenza necessaria per catturare la sua attenzione. Indiana Jones le confessa che, anche se c'erano state molte donne nella sua vita dopo che si erano lasciati, tutte condividevano lo stesso difetto, ovvero non essere lei. Marion è una donna autosufficiente, che non si fa intimidire dagli uomini ed è in grado di arrangiarsi, quando la situazione lo richiede.

## Concezione e sviluppo
Lo sceneggiatore Lawrence Kasdan chiamò il personaggio come la nonna di sua moglie e scelse il cognome ispirandosi a Ravenwood Lane in California. Spielberg in principio voleva che ad interpretare il ruolo fosse la sua fidanzata Amy Irving. Sean Young fece un'audizione per il ruolo, Barbara Hershey venne presa in considerazione, mentre Debra Winger rifiutò la parte. Steven Spielberg scelse infine Karen Allen dopo aver visto la sua performance in Animal House. La Allen provò assieme a Tim Matheson e John Shea, prima che il ruolo di Indiana Jones venisse assegnato a Harrison Ford.
Il personaggio di Marion che aveva in mente Kasdan era molto complesso, per esempio era davvero interessata a René Belloq nella prima bozza dello script. Lei e Paul Freeman aggiunsero un po' di commedia nella scena di seduzione all'interno della tenda. Karen Allen arrivò con idee proprie riguardo al passato del personaggio, ad esempio cosa era successo a sua madre, la sua avventura romantica con Indiana in giovane età e il tempo trascorso in Nepal; Spielberg descrisse tutto ciò come "un film completamente diverso".
Dopo che I predatori dell'arca perduta fu distribuito, Spielberg avrebbe rivoluto la Allen in Indiana Jones e il tempio maledetto, ma Lucas decise che Indiana avrebbe dovuto avere una differente storia amorosa in ogni film. Nel corso degli anni novanta, Lucas vietò all'autore Rob MacGregor di inserire il personaggio nel suo libro della serie di Indiana Jones per Bantam Books. "Come Indy ha conosciuto Marion? Cosa è successo durante i loro primi incontri? George voleva tenere queste informazioni in serbo per il futuro. Forse le ritroveremo nel quarto film". Frank Darabont affermò che era stata sua l'idea di far tornare Marion ne Il regno del teschio di cristallo durante il periodo in cui aveva steso una sceneggiatura, dal 2002 al 2004.